# Louis de Caters
Pour les autres membres de la famille, voir Caters (de).
Le baron Louis de Caters, dit Saint-Georges, né le 11 mai 1856 à Maisons-Laffitte et mort le 17 février 1932 à Paris, est un sportif, écrivain et chroniqueur français, propriétaire de haras.

## Biographie
Louis Pierre Ernest  de Caters est le fils du baron Ernest de Caters, un gentleman-rider qui prend part à la création de la Société des steeple-chases de France, et le petit-fils du baron Pierre Joseph de Caters et de Luigi Lablache. 
Marié à Mlle Seif Dahan, fille de Seif Dahan bey, conseiller d'Ismaïl Pacha et petite-fille du baron Raïss, il est le père de Christian de Caters et d'Alain de Caters (1895-1971), ingénieur centralien et officier d'artillerie, chevalier de la Légion d'honneur, époux de Marie Thérèse de Penfentenyo de Cheffontaines (remariée au banquier Pierre-Edouard Hentsch).
D'une famille liée au monde hippique, il est propriétaire du haras de Lamorlaye, situé entre Chantilly et l'abbaye de Royaumont (propriété de Jules Goüin, qui est marié à sa cousine germaine Marie-Thérèse Singer). Il a vingt-cinq chevaux dans son écurie, dont plusieurs participent avec succès à des courses (Saint-Georges, en derby ; Capucin, Fort-en-Gueule, Vaillance, Avermes et Ismaël, en steeple-chase).
Pratiquant également l'escrime, il est l'un des meilleurs tireurs de la salle de Lucien Mérignac, qui dit à son sujet : « À mon meilleur élève et ami ».
Chroniqueur d'escrime, journaliste et critique hippique réputé, mais également critique littéraire, il collabore notamment au Pays, à Paris, au Musée des familles, à La Revue des sports, à L'Événement, à L'Écho de Paris, au Soir et à L'Escrime et le tir.
Il est admis en tant que membre de la Société des gens de lettres en 1896.
Ses obsèques ont lieu en l'église Saint-François-de-Sales de Paris.

## Œuvres
- Crimes d'orgueil (1891)
- Revanche d'amour (Flammarion, 1893)
- Confession d'une femme du monde. L'Amour brutal (Flammarion, 1894)
- De Baisers en baisers : La comtesse Lydie (Flammarion, 1895)
- Passionnette, roman (Flammarion, 1896)
- Le lion de Camors : épisode des guerres de la chouannerie, 1795-1804 (1895)
- L'Amour d'aimer (Flammarion, 1897)
- Les Pirates de Venise... (1898)
- Les courses de chevaux - préface de Fernand Vandérem (Lafitte, 1912)

## Sources
- Larousse
- L'illustration, Volume 97, 1891
- Charles de Vaux, "Louis de Caters", in Le sport en France et à l'étranger ; 1. Le sport en France et à l'étranger : silhouettes sportives. Tome premier. Tome 1, 1899
- Émile André, "Un ancien chroniqueur d'escrime : Louis de Caters", in L'Escrime et le tir, mai 1932
- "La vie sportive : Louis de Caters et le sport", in Gil Blas, 27 décembre 1893